# سبک معماری

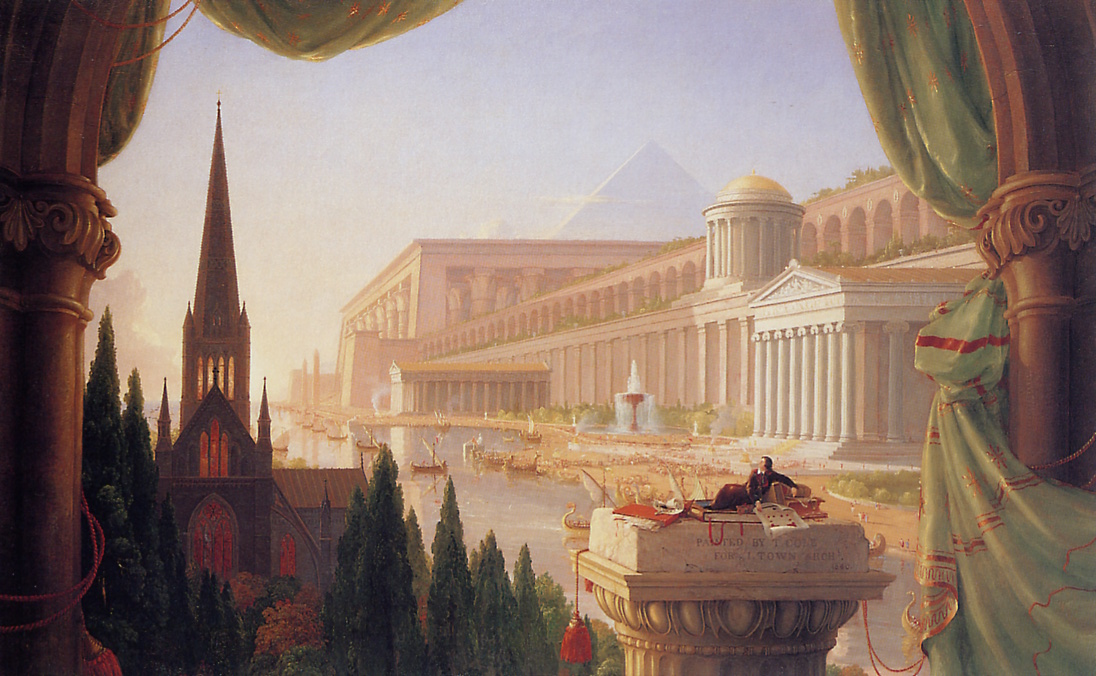
ساختمان های با سبک‌های معماری

سبک‌های معماری، معماری را از لحاظ استفاده از فرم‌ها، تکنیک‌ها، مواد دوره زمانی، منطقه و سایر چیزهای تأثیرگذار دسته‌بندی می‌کنند. سبک معماری از مطالعه روند تکامل تاریخ معماری نشأت می‌گیرند و با آن پدیدار می‌گردد. در تاریخ معماری بررسی معماری گوتیک برای نمونه شامل تمامی ابعاد محتوای فرهنگی به کار رفته در طراحی و ساخت این سازه‌ها می‌شود. از این رو، سبک معماری راهی برای دسته‌بندی معماری است که با تأکید بر ویژگی مشخصه طرح، منجر به چنین واژگانی چون «سبک» گوتیک شده‌ است.
- دسته‌بندی بر اساس محدوده مکانی: به عنوان مثال معماری جهان اسلام، معماری هندی، معماری ایرانی و…
- دسته‌بندی بر اساس محدوده زمانی: معماری صدر مسیحیت، معماری پیش از اسلام ایران، معماری کلاسیک و…
- دسته‌بندی بر اساس مکتبی فکری یا اعتقادی: معماری جهان اسلام، معماری مدرن، معماری پست مدرن و…
- ترکیبی از گونه‌های بالا که به چند ویژگی اشاره می‌کنند: معماری جهان اسلام، معماری پیش از اسلام ایران و…

## تقسیم‌بندی معماری

### معماری جهان
شامل معماری بین‌النهرین، معماری پیش از اسلام ایران، معماری مصر، معماری هند پیش از اسلام (پیش از به قدرت رسیدن گورکانیان)، معماری چین، معماری ژاپنی، معماری یونان، معماری تمدن‌های حاشیه دریای اژه، معماری روم، معماری صدر مسیحیت، معماری بیزانس، معماری رومانسک، معماری گوتیک، معماری رنسانس، معماری باروک، معماری روکوکو و کلاسیک.

### معماری ایرانی
معماری ایرانی پیش از اسلام:
- شیوه ایلامی
- شیوه پارسی
- شیوه پارتی

معماری ایرانی بعد از اسلام:
- شیوه خراسانی
- شیوه رازی
- شیوه آذری
- شیوه اصفهانی
- دوران تحول

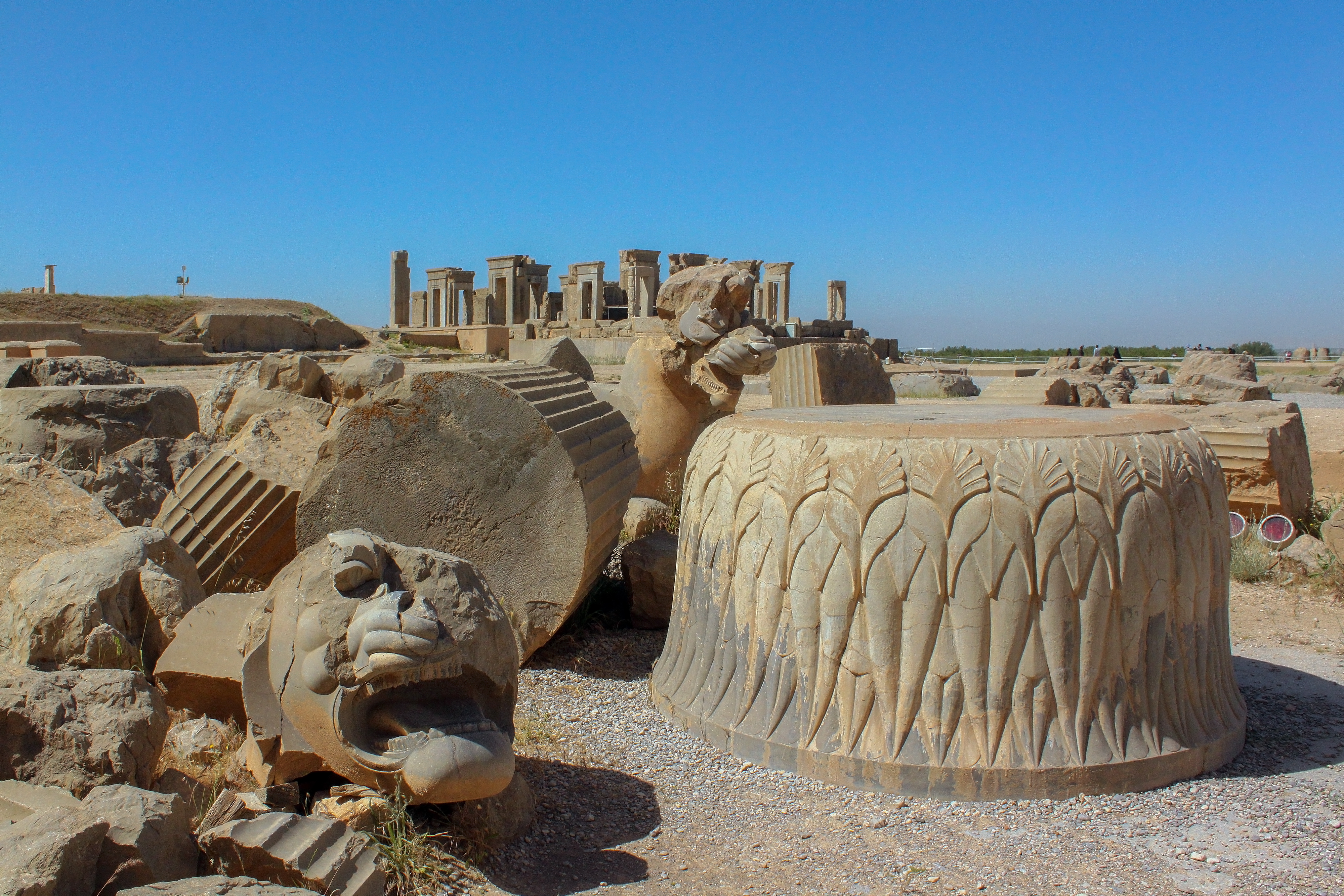
ویرانه های تخت جمشید، معماری ایرانی پیش از اسلام

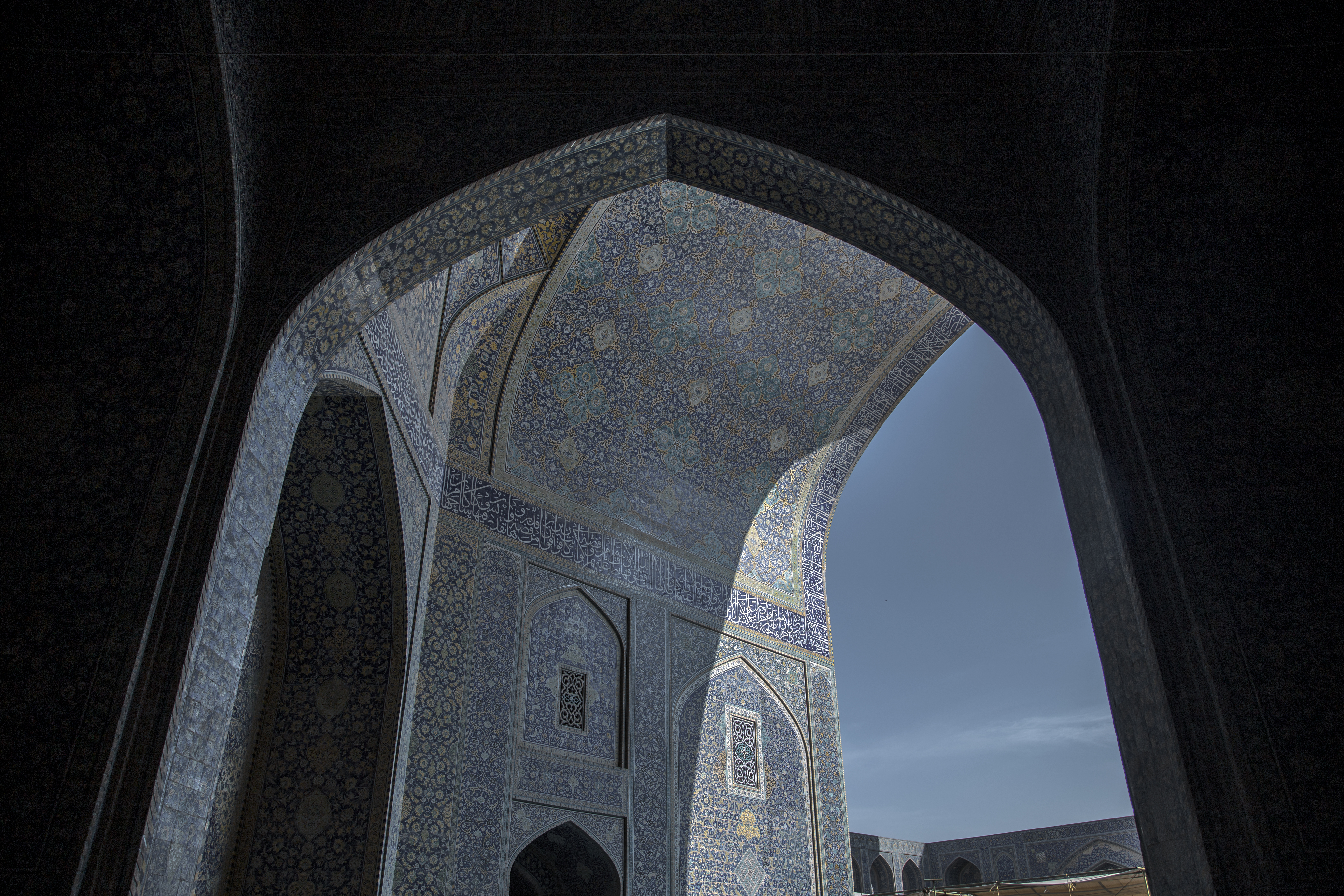
مسجد شاه در اصفهان، معماری اسلامی دوره صفوی

معماری ایرانی پس از اسلام عموماً به ارائه کاربری‌های معماری اسلامی مانند مسجد، مدرسه و… می‌پردازد.

### معماری معاصر
برخی از مکاتب معماری که در دوره زمانی حدوداً ۱۵۰–۱۰۰ سال گذشته را شامل می‌شود معرفی می‌کند، مانند: معماری مدرن، نو مدرن (نیو مدرن)، معماری پست مدرن معماری پارامتریک و…

## برخی از مکاتب معماری
- معماری کلاسیک
- معماری گوتیک

- معماری باروک
- معماری روکوکو
- معماری ایرانی
- معماری جهان اسلام
- معماری چینی
- معماری هندی
- مکتب باوهاوس
- مکتب شیکاگو
- معماری مدرن
- نئو مدرن (نیو مدرن)
- معماری پست مدرن
- تندیس گرایی
- سازه گرایی
- ساختارشکنی (واسازی)
- معماری پرش کیهانی (غیر خطی)
- نامکان (معماری سوپر مدرن)
- مارویک (تک رو)